# Macroglossum vialis
Macroglossum vialis är en fjärilsart som beskrevs av Butler 1875. Macroglossum vialis ingår i släktet Macroglossum och familjen svärmare. Inga underarter finns listade i Catalogue of Life.